# Ruben Correa Freitas
Ruben Correa Freitas (Paso de los Toros, 12 de marzo de 1949), es un abogado, funcionario y catedrático de Derecho Constitucional y político uruguayo perteneciente al Partido Colorado.

## Biografía
Nació el 12 de marzo de 1949 en la ciudad de Paso de los Toros en Tacuarembó. Se graduó de Doctor en Derecho y Ciencias Sociales, en la Facultad de Derecho de la Universidad de la República, en 1974. Es Magíster en Educación, habiéndose graduado en la Universidad de la Empresa en 2013.
Ingresó por concurso a la Cátedra de Derecho Constitucional de la Facultad de Derecho (UDELAR), como Aspirante a Profesor Adscripto en 1978. En 1996 fue designado por concurso de méritos Profesor Adjunto (Grado 3), y posteriormente en el mismo año, Profesor Agregado (Grado 4). Por resolución del Consejo de la Facultad de Derecho (UDELAR), de fecha 4 de agosto de 2016, fue designado por concurso de méritos, Profesor Titular (Grado 5).
Es Director del Instituto Uruguayo de Derecho Constitucional de la Facultad de Derecho (UDELAR), y electo miembro del Consejo de la Facultad de Derecho en calidad de suplente, por el Lema PLURALISMO UNIVERSITARIO, período 2018-2022.
Fue Decano de la Facultad de Ciencias Jurídicas de la Universidad de la Empresa (UDE) desde el 2005 al 2017. Se desempeña como Profesor Titular de Derecho Constitucional en dicha Facultad desde el 2000, y como Profesor Titular de Derecho Administrativo desde el año 2004.
Es Profesor de Posgrado en la Universidad de Montevideo, impartiendo la materia Derecho de la Función Pública, en las Maestrías de Derecho Administrativo Económico y L.L.M. Profesor de la Maestría de Derecho de las Relaciones Internacionales y de la Integración en la Universidad de la Empresa (UDE), desde el año 2006.
Durante las dos Presidencias de Julio María Sanguinetti, ocupó la titularidad de la Oficina Nacional del Servicio Civil, 1985-1990 y 1990-1995.
Posteriormente, entre 2000 y 2005 fue Senador por el Foro Batllista, Partido Colorado.

## Obras publicadas
“Constitución de la República Oriental del Uruguay de 1967, con las reformas constitucionales parciales de 1989, 1994, 1997 y 2004”. Anotada y Concordada. Quinta Edición. F.C.U. 2017. Uruguay. 229 páginas.
“El cincuentenario de la Constitución uruguaya”, Editorial MAGRÓ, 2017, Uruguay, 218 páginas.
“Fundamentos de la Constitución”, Editorial BDEF, 2017, Argentina, 257 páginas.
“Los Derechos Humanos en la Constitución uruguaya”, Tomo I, Editorial AMF, Segunda Edición, 2017, Uruguay, 166 páginas.
“Criterios de Interpretación de la Constitución” en Estudios de Derecho Procesal. En Homenaje a Eduardo J. Couture”, Tomo II.- Constitución y Proceso. Principios y Garantías. LA LEY URUGUAY, 2017, pp. 183-234.
“Una peligrosa afrenta al Estado de Derecho”, en Tribuna del Abogado, Número 202, junio-julio, 2017, Uruguay, pp. 25-28.
“El Centenario de la Constitución Mexicana de Querétaro de 1917- The Centenary of the 1917 mexican Constitution of Querétaro”, en Revista do Tribunal Regional do Trabalho da Décima Quinta Regiao, Número 51, (julho-dezembro), 2017, pp. 69-81.
“El Centenario de la Constitución Mexicana de Querétaro de 1917”, en Revista de Derecho del Trabajo, Editorial LA LEY, Año 5, Número 15, abril-junio de 2017, pp. 69-81.
“Derecho Constitucional Contemporáneo”, FCU, noviembre de 2016, Quinta Edición, Tomo II, Uruguay, 331 páginas.
“Derecho Constitucional Contemporáneo”, FCU, septiembre de 2016, Quinta Edición, Tomo I, Uruguay, 406 páginas.
“La influencia de Couture en la formación de los Abogados”, en Revista de la Facultad de Ciencias Jurídicas de la Universidad de la Empresa, Año 8, N.º 8, 2016, pp. 6-9.
“Supremacía constitucional y control de convencionalidad en el Uruguay”, publicado en la Estudios de Derecho Administrativo, Mdeo., 2016, N.º 13, pp. 5-41.
“Nociones sobre el constitucionalismo uruguayos a principios del siglo XXI”, en ROCCA, María Elena (Coordinadora) “Teoría de la Constitución y del Estado”, Segunda Edición, Montevideo, La Ley, 2016.
“Constitución de la República Oriental del Uruguay de 1967, con las reformas constitucionales parciales de 1989, 1994, 1997 y 2004”. Anotada y Concordada. Cuarta Edición. F.C.U. 2015. Uruguay. 229 páginas.
“Nociones sobre el constitucionalismo uruguayos a principios del siglo XXI”, en ROCCA, María Elena (Coordinadora) “Teoría de la Constitución y del Estado”, Montevideo, La Ley, 2015, págs. 15-38.
“Límites a la tutela de la víctima de violencia doméstica”, publicado en Anuario de Derecho Civil Uruguayo, Mdeo., 2015, Vol. 45, pp. 1059-1062.
“La estructura constitucional del Estado uruguayo”, en Revista de la Facultad de Ciencias Jurídicas de la Universidad de la Empresa, Año 7, N.º 7, 2015, pp. 4-9.
“Supremacía constitucional y control de convencionalidad en el Uruguay”, publicado en la Revista Jurídica “LA JUSTICIA URUGUAYA”, Mdeo., 2015, Tomo 152, Sección Derecho y Actualidad, pp. DA107-DA119.
Disponible en versión digital: www.laleyonline.com.uy
“El control de la constitucionalidad de las leyes en la República Oriental del Uruguay”, publicado en la Revista Jurídica “LA JUSTICIA URUGUAYA”, Mdeo., 2015, Tomo 152, Suplemento Especial, pp. SE799-SE802.
Disponible en versión digital: www.laleyonline.com.uy
“El acoso moral en la función pública”, en Revista de la Facultad de Ciencias Jurídicas de la Universidad de la Empresa, Año 6, Número 6, 2014, pp. 30-37.
“El acoso moral en la función pública”, publicado en la Revista Jurídica “LA JUSTICIA URUGUAYA”, Mdeo., 2014, Tomo 149, Sección Derecho y Actualidad, págs. DA79-DA83.
Disponible en versión digital: www.laleyonline.com.uy
“Derecho Constitucional Contemporáneo”, Tomo II, Cuarta Edición Actualizada, Ed. Fundación de Cultura Universitaria, Montevideo, Uruguay, 2014, 331 págs, en calidad de autor.
“Derecho Laboral en la Función Pública”, en calidad de Coordinador, editado por la Universidad de Montevideo, 2014, 183 págs.
“Estudios de Derecho Público”, Ed. Magró, Mdeo., 2013, 422 págs. en calidad de autor.
“Novedades en materia de derechos y deberes de los funcionarios públicos”, en Tribuna del Abogado, Mdeo., abril-mayo de 2013, N.º 182, págs. 10-13.
“Derecho Constitucional Contemporáneo”, Tomo I, Cuarta Edición Actualizada, Ed. Fundación de Cultura Universitaria, Montevideo, Uruguay, 2013, 396 págs.,  en calidad de autor.
“El ideario artiguista en la formación constitucional uruguaya”, Revista de Derecho Público, 2013, N° 44, págs. 43-57. 
Disponible en versión digital: http://www.revistaderechopublico.com.uy/revistas/44/archivos/02_Correa%20Freitas.pdf
“El poder político y la democracia”, publicado en la Revista Jurídica “LA JUSTICIA URUGUAYA”, Mdeo., 2013, Tomo 147, Sección Doctrina, págs. 3-9.
Disponible en versión digital: www.laleyonline.com.uy
“El Bicentenario de la Constitución de Cádiz”, publicado en la Revista “Tribuna del Abogado”, N° 180, Montevideo, 2012, págs. 22-24. 
“Constitución de la República Oriental del Uruguay de 1967, anotada y concordada”, Imp. Boscana, Mdeo., 2011, 232 págs.  
“Un modelo de Constitución para América Latina”, publicado en Revista Jurídica de la Universidad de Ciencias Empresariales y Sociales, República Argentina, Buenos Aires, 2011, págs. 267-284.
“La Reforma del Estado en el Uruguay 1985-2015”, publicado en Revista de Derecho Público, F.C.U., Mdeo., 2011, N.º 39, págs. 23-45. 
“El poder político y la democracia”, en “El Control del Poder. Homenaje a Diego Valadés”, México, 2011, Tomo I, págs. 823-837.
Disponible en versión digital: http://biblio.juridicas.unam.mx/libros/6/2962/42.pdf
“El acto administrativo en el Derecho Positivo uruguayo”, publicado en Revista de Derecho Público,  F.C.U., Mdeo., 2011, N.º 40, págs. 11-26.
“Enfoque jurídico constitucional de la actividad legislativa departamental”, en Estudios Jurídicos en Homenaje al Profesor Juan Pablo Cajarville Peluffo, F.C.U., Mdeo., 2011, págs. 975-990.
“El sistema de gobierno en la Constitución uruguaya”, en “Estudios Constitucionales en honor a Héctor Gros Espiell”, LA LEY Uruguay, Mdeo., 2011, págs. 73-103.
“Manual de Derecho de la Función Pública”, coautor con la Dra. Cristina VAZQUEZ,  F.C.U., Segunda Edición, Mdeo., 2011, 399 págs.
“Seguridad jurídica y función pública”, en “Seguridad Jurídica y Derecho Administrativo”, Montevideo, 2011, en calidad de coautor.
“La normativa sobre Funcionarios Públicos contenida en la Ley de Presupuesto 2010”, en “Tribuna del Abogado”, publicación del Colegio de Abogados del Uruguay, Mdeo., abril-mayo de 2011, N.º 172, págs. 28-30.
“Las normas sobre funcionarios públicos contenidas en la Ley 18.719”, en Revista de Legislación Uruguaya Año 2, N° 7, LA LEY, 2011, págs. 27-44.
Disponible en: www.laleyonline.com.uy
“Acción de lesión de la autonomía departamental”, publicado en la Revista de Derecho Público, F.C.U., Mdeo., 2010, N.º 37, págs. 135-144.
“La gobernabilidad en el sistema político uruguayo”, publicado en Revista de Derecho Público, F.C.U., Mdeo, 2010, N.º 38, págs. 75-86.
“El Derecho de acceso a la información pública en Iberoamérica”, en calidad de coautor, Editorial Adrus, Perú, 2009, 306 págs.
“El derecho de acceso a la información pública en el Uruguay”, publicado en la Revista “Derecho Comparado de la Información” N° 13, México, enero-junio de 2009, págs. 65-85.
Disponible en versión digital: http://biblio.juridicas.unam.mx/revista/pdf/DerechoInformacion/13/art/art2.pdf.
“Derecho Constitucional Contemporáneo”, Tomo II, Tercera Edición Actualizada, Ed. Fundación de Cultura Universitaria, Montevideo, Uruguay, 2009,  319 págs., en calidad de autor.
“Perfil comparativo del sistema judicial en las constituciones uruguaya e Italia”, en Anuario de Derecho Constitucional Latinoamericano”, Ed. Fundación Konrad Adenauer, Uruguay, 2009, Año 15, págs. 85-96.
Disponible en versión digital: http://www.kas.de/wf/doc/kas_18229-1522-4-30.pdf?091125164846
“La reforma del Estado en Uruguay: 1985-2000”, publicado en la Revista Jurídica “LA JUSTICIA URUGUAYA”, Mdeo., 2009, Tomo 140, Sección Doctrina, págs. 17-28.
Disponible en versión digital: www.laleyonline.com.uy
“La jerarquía normativa de una ley ratificada en referéndum”, en Revista LA LEY, 2009, N° 9.
Disponible en versión digital: www.laleyonline.com.uy
“Reflexiones sobre el Estatuto del Funcionario”, en “Estudios Jurídicos en homenaje al Profesor Daniel Hugo Martins”, F.C.U., Mdeo., 2008, págs. 281-294.
“La inconstitucionalidad del impuesto a la renta de las personas físicas a las pasividades”, Revista La Ley: legislación, jurisprudencia y doctrina, Año 1, N° 2, 2008, págs. 144-164. 
Disponible en versión digital: www.laleyonline.com.uy
“Derecho Constitucional Contemporáneo”, Tomo I, Tercera Edición Actualizada, Ed. Fundación de Cultura Universitaria, Montevideo, Uruguay, 2007,  384 págs., en calidad de autor.
8.1.23.- “El derecho de acceso a la información pública en el Uruguay”, publicado en la Revista Jurídica “LA JUSTICIA URUGUAYA”, Mdeo., 2007, Tomo 136, Sección Doctrina, págs. 69-75. 
Disponible en versión digital: www.laleyonline.com.uy
“La Interpretación del Artículo 312 de la Constitución Uruguaya”, publicado en la Revista Jurídica “LA JUSTICIA URUGUAYA”, Mdeo., 2007, Tomo 135, Sección Doctrina, págs. 23-29.
Disponible en versión digital: www.laleyonline.com.uy
“Trabajadores del Estado y Derecho Laboral”, publicado la Revista Jurídica “LA JUSTICIA URUGUAYA”, Mdeo., 2006, Tomo 133, Sección Doctrina, págs. 97-110.
Disponible en: www.laleyonline.com.uy
“El Uruguay como Estado de Derecho”, publicado en la Revista Jurídica “LA JUSTICIA URUGUAYA”, Mdeo., 2006, Tomo 134, Sección Doctrina, págs. 87-91.  
Disponible en versión digital: www.laleyonline.com.uy
“Los Derechos Humanos en ”, Ed. Amalio Fernández, Montevideo, 2005, 141 págs. 
“Habeas data: Ley N° 17.838 de 24 de setiembre de , en Revista “”, Montevideo, 2005, Tomo 131, págs. 27-32.
Disponible en: www.laleyonline.com.uy
“Los Órganos del MERCOSUR: hacia la conformación de un Parlamento Común”, en “Anuario de Derecho Constitucional Latinoamericano”, Ed. Fundación Konrad Adenauer, Uruguay, 2005, Año 11, Tomo II, págs. 809-816.
Disponible en: http://www.juridicas.unam.mx/publica/librev/rev/dconstla/cont/2005.2/pr/pr21.pdf
“ en el sistema político uruguayo”, en “Gobernabilidad y Constitucionalismo en América Latina”, Universidad Autónoma de México, Diego Valades, Editor, México, 2005, págs. 121-132.
Disponible en: http://biblio.juridicas.unam.mx/libros/4/1648/9.pdf
“El Parlamento y el Estado Social de Derecho”, en Líber Amicorum Discipulorumque, José Aníbal Cagnoni”, Ed. F.C.U., Montevideo, 2005, págs. 117-127.
“Constitución de  del Uruguay de 1967, Actualizada, anotada y  concordada, con las reformas de  1989, 1994, 1997, , Ed. Boscana, 2004, 224 págs.
“Derecho Constitucional Contemporáneo”, Tomo II, Segunda Edición, Ed. F.C.U., Montevideo, 316 págs., en calidad de autor.
“Derecho Constitucional Contemporáneo”, Tomo I, Segunda Edición, Ed. F.C.U., 2002, 336 págs., en calidad de autor.
“Presupuesto de la Junta Departamental”, en “Aspectos Jurídicos de la Actividad Legislativa Departamental”, publicada por la Junta Departamental de Maldonado”, basado en las Versión Taquigráfica, 2002, págs. 27-32.     
“La inconstitucionalidad de los actos legislativos en el Uruguay”, en Anuario Iberoamericano de Justicia Constitucional, Tomo 6, Madrid, 2002, págs. 33-62.
“El sistema de gobierno presidencial en América Latina”, en Revista de Administración Pública Uruguaya, Montevideo, 2000, N° 28, págs. 19-37.
“Los principios del procedimiento administrativo en el Decreto N° 500/991”, en Anuario de Derecho Administrativo, Ed. F.C.U., Montevideo, 1999, Tomo VII, págs. 35-49.
“La responsabilidad civil de los funcionarios públicos”, en Revista de Administración Pública Uruguaya, Montevideo, 1999, N° 27, págs. 17-46.
“ uruguaya y el MERCOSUR”, en “Actualidad en el Derecho Público”, Buenos Aires, 1999, N° 9, págs. 115-135; en “Revista ”, Montevideo, 1999, Tomo 120, págs. 73-81; disponible en: www.laleyonline.com.uy, en “Revista de Administración Pública Uruguaya”, Montevideo, 1999, N° 26, págs. 19-40.
“Manual de Derecho de ”, en colaboración con Vázquez Pedrouzo, Ed. F.C.U., Montevideo, 1998, 298 págs.
“Procedimiento Administrativo Común y Disciplinario”, Compilador, Ed. Oficial, Montevideo, 1998, 432 págs.
“Procedimiento Administrativo Electrónico”, Compilador, Ed. Oficial, Montevideo, 1998, 200 págs.
“Los principios constitucionales de la función pública”, en “Revista ”, Montevideo, 1998, Tomo 117, págs. 49-60.
Disponible en: www.laleyonline.com.uy
“La perspectiva de del Estado en la nueva geografía del poder: globalización, integración regional y poder local”, “Revista de Administración Pública Uruguaya”, Montevideo, 1998, N° 24, págs. 17-36.
“Reforma del Estado”, en “Revista de Administración Pública Uruguaya”, Montevideo, 1998, N° 23, págs. 17-34.
“Texto Ordenado de las Normas sobre Funcionarios Públicos”, TOFUP, anotado y concordado, en calidad de Director de , Ed. Oficial, Montevideo 1997, 504 págs.
“Lineamientos básicos para del Estado contenidos en de Presupuesto de , en “Revista de Administración Pública Uruguaya”, Montevideo, 1997, N° 19, págs. 15-29.
“Los desafíos de las Administraciones Públicas ante ”, en Seminario Regional Unión Europea-Cefir, Montevideo, 1997, págs. 25-39.
“ de , en colaboración con  Vázquez Pedrouzo, Ed. F.C.U., Montevideo, 1997, 197 págs.
“Constitución de  del Uruguay”, anotada y concordada, Ed. BDEF, Buenos Aires, 1997.
“ a fines del Siglo XX”, en “Líber Amicorum Héctor Gros Espiell”, Ed. Bruylant, Bruselas, 1997, págs. 213-234. 
“El Parlamento como afirmación de la democracia”, en “Modernización Parlamentaria II”, Ed. Fundación Pax, Instituto Wilson Ferreira Aldunate, Montevideo, 1996, págs. 45-59.
“El proceso de reforma del Estado en el Uruguay”, en “Revista de Administración Pública Uruguaya”, Montevideo, 1996, N° 17, págs. 19-39.
“Lineamientos básicos para del Estado contenidos en de Presupuesto de , en Revista “La Justicia Uruguaya”, Tomo 114, Año 1996, págs. 36-48.
Disponible en: www.laleyonline.com.uy
“La regulación constitucional de las empresas públicas en el Uruguay”, en “Revista de Administración Pública Uruguaya”, Montevideo, 1995, N° 15, págs. 33-44.
“Hacia dónde va el Estado”, en “Revista de Administración Pública Uruguaya”, Montevideo, 1995, N° 14, págs. 35-59.
“La primacía del derecho comunitario sobre  de los Estados miembros” en Revista “La Justicia Uruguaya”, Tomo 111, Año 1995, págs. 111-119.
Disponible en: www.laleyonline.com.uy
“Los Nuevos Desafíos del Estado”, Ed. Byblos, Montevideo, 1994, 130 págs.
“Derecho Constitucional Contemporáneo”, F.C.U., Primera Edición, 2 Tomos, Montevideo, 1993, 448 págs.
“La gobernabilidad como principio de la reforma constitucional”, en “Cuadernos de Marcha”, Tercera Época, Año VIII, marzo de 1993, págs. 37-39.
“El Estatuto de los Magistrados en ”, “Revista Judicatura”, 1993, N° 36, págs. 253-257.
“Sobre el veto del Poder Ejecutivo contra las leyes” “Revista de Derecho Público”, 1993, N° 3-4, págs. 43-55.
“ de las Empresas Públicas Uruguayas”, Ed. F.C.U., Montevideo, 1992, 212 págs.
“La Regulación de los Recursos Administrativos en el Decreto 500/991”, en Revista “La Justicia Uruguaya”, Tomo 104, Año 1992, págs. 19-26.
Disponible en: www.laleyonline.com.uy
“El MERCOSUR ante la Constitución Uruguaya”, en Revista “La Justicia Uruguaya”, Tomo 103, Año 1991, págs. 11-14.
Disponible en: www.laleyonline.com.uy
“ del Régimen de Compras del Estado”, Ed. Amalio Fernández, Montevideo, 1991, 137 págs.
“Los recursos administrativos”, en “El nuevo procedimiento administrativo”, Ed. PRONADE, Montevideo, 1991, págs. 41-53.
“La nueva Ley de Funcionarios Públicos”, Ed. F.C.U., Montevideo, 1990, 134 págs.
“Nuevo Régimen Jurídico de ”, Ed. Fundación Hanns Seidel, Montevideo 1990.
“Los recientes cambios constitucionales en Europa del Este”, en colaboración con el Dr. Héctor Gros Espiell, Ed. F.C.U., Montevideo, 1990, 134 págs.
“Algunos aspectos de la evolución constitucional de los derechos humanos”, en Cuadernos de  de Derecho y Ciencias Sociales, Montevideo, 1990, N° 13, págs. 26-31.
“El amparo en el Derecho Comparado”, en “Revista de Administración Pública Uruguaya”, Montevideo, 1989, Número 11, págs. 49-61.
“Gestión del Estado y Desburocratización”, compilador, conjuntamente con Rolando Franco, Ed. Instituto Nacional del Libro, Montevideo, 1989.
“La reforma del Estado”, Ed. Oficina Nacional del Servicio Civil, Montevideo, 1989, Serie Reforma del Estado, 174 págs.
“La reforma del Estado en el Uruguay”, Ed. Oficina Nacional del Servicio Civil, Montevideo, 1988.
“El desarrollo de la organización estatal en el Uruguaya y el proceso de su burocratización”, en “Revista de Administración Pública Uruguaya”, Montevideo, 1988, Año 3, N° 8, págs. 15-31.
“El problema del Estado”, en “Revista de Administración Pública Uruguaya”, Montevideo, 1988, Año 3, N° 7, págs. 25-34.
“La acción de amparo”, obra colectiva con Miguel Semino, Daniel Hugo Martins, Horacio Casinelli Muñoz, y Adolfo Gelsi Bidart, Ed. Oficial, Montevideo, 1988.
“Introducción al Derecho Constitucional”, de Ed. Amalio Fernández, Montevideo, 1988, 203 págs.
“La remoción de los Legisladores”, en “Revista ”, Montevideo, 1987, Tomo 95, págs. 55-59.
Disponible en: www.laleyonline.com.uy
“La fonction publique en Uruguay et la formation des cadres supérieurs”, publicado en “”, París, 1987, N° 236, págs. 173-174.
“Constitución y Seguridad Nacional”, Ed. Universidad Limitada, Montevideo, 1985, 63 págs.
“El Acto Institucional N° , en “Revista ”, Montevideo, 1984, Tomo 89, págs. 57-67.
Disponible en: www.laleyonline.com.uy
“Nacionalidad y ciudadanía en el régimen constitucional uruguayo”, en Revista “”, Montevideo, 1984, Tomo 89, págs. 11-13.
Disponible en: www.laleyonline.com.uy
“Análisis general del Acto Institucional N° , en Revista “Anales del Foro”, Montevideo, 1984, Nos. 59-60, págs. 205-212.
“El control de la constitucionalidad de las leyes en del Uruguay”, en Revista “”, Montevideo, 1984, Tomo 88, págs. 57-60.
Disponible en: www.laleyonline.com.uy
“Concepto de Constitución”, en Revista “La Justicia Uruguaya”, 1983, Tomo 87.
Disponible en: www.laleyonline.com.uy
“Relaciones entre el Derecho Constitucional y el Derecho Comunitario”, en Revista “”, 1983, Tomo 87, págs. 85-89.
Disponible en: www.laleyonline.com.uy
“Estudio especial de las competencias de la Corte de Justicia de acuerdo con el Artículo 6 del Decreto Constitucional Nº 8/997”, en Revista “La Justicia Uruguaya”, Tomo 83, Año 1981, págs. 5-19.
Disponible en: www.laleyonline.com.uy
“Descentralización administrativa y delegación de atribuciones”, en Revista “La Justicia Uruguaya”, Tomo 81, Año 1981.
Disponible en: www.laleyonline.com.uy